# Cercle des nageurs de Senlis
Pour les articles homonymes, voir CNS.
Le Cercle des nageurs de Senlis est un club de water-polo, natation, natation synchronisée du sud de la Picardie et de l'Oise.

## Historique
Le club est créé en 1953 sous le nom Cercle Nautique Municipal de Senlis . Après une restructuration en 2001, le Club devient le Cercle des nageurs de Senlis
- L'équipe de Water polo accède au championnat de France N2 en 2003, après avoir atteint la phase finale du championnat de France N3.
- L'équipe de Water polo accède au championnat de France N1 en 2005, après avoir été sacrée championne de France N2 face à l'équipe 2 de Nice.
- L'équipe de Water polo accède au championnat de France Elite en 2012, après avoir été sacrée championne de France N1 face à l'équipe de Reims.

## Water-polo
- 2012 - Champion de France N1
  - Équipe : SERREAU Lionel (Entraineur), CHASTAGNER Romain, BOCA Dragos, SERREAU Florian, SERREAU Jérémy, ROUILLE Sébastien, ROUSSELLE Florian, MATHE Balazs, DUBOIS Clément, DAVRON Julien, LISET Romain,  MOREAU Eddy, BOUST Brice, STRADELLA Nicolas, HAUFE Tamas, CHAOUACHI Mohamed(C)
- 2005 - Champion de France N2
  - Équipe : Petr KINCL, Olivier HIKKE, Bas WILLEMSEN, Jérémy DENIS(C), Rémy DAMHET, Milan MASLARSKI, Jérôme CAILLARD, Stéphane POULAIN, Marc MORETTI, Tamas BEKES, Benoit BEKAERT, Jorge SOTO et Lajos KISS.